# Trichorhina atoyacense
Trichorhina atoyacense är en kräftdjursart som beskrevs av Stanley B. Mulaik 1960. Trichorhina atoyacense ingår i släktet Trichorhina och familjen myrbogråsuggor. Inga underarter finns listade i Catalogue of Life.